# Ley General de la Persona Joven

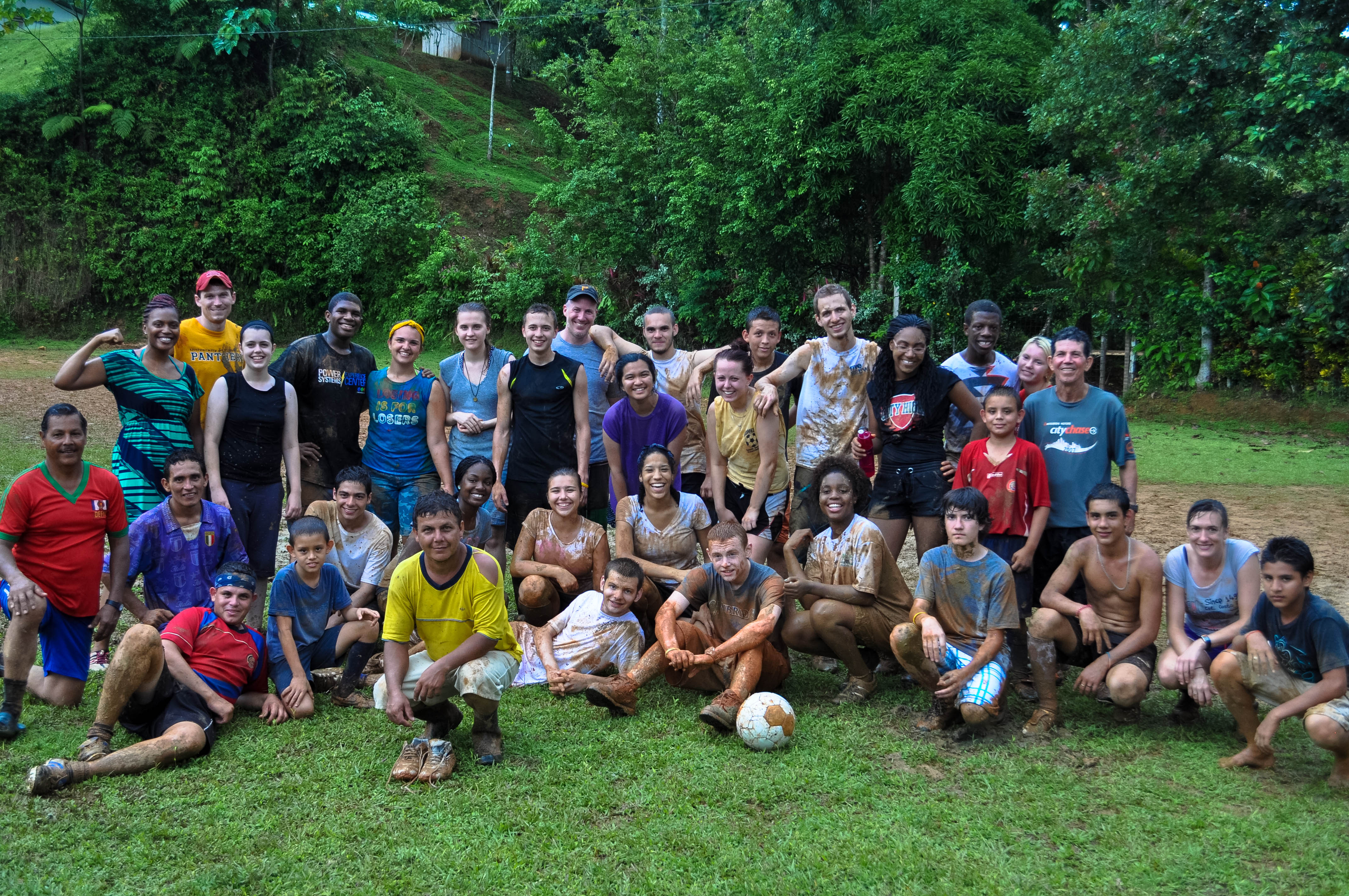
Personas jóvenes costarricenses

 La Ley n.º 8261 de Costa Rica o Ley General de la Persona Joven emitida el 20 de mayo de 2002 (22 años), presentada bajo el expediente N°13854 por la diputada Vanessa Castro Mora (PUSC), es una ley costarricense la cual establece una serie de derechos para las personas jóvenes costarricense y crea el Consejo de la Persona Joven adscrito al Viceministerio de Juventud, a su vez dependiente del Ministerio de Cultura y Juventud.
La Ley General de la Persona Joven tiene su antecedente en la Ley n.º 3674 del 27 de abril de 1966, Ley Orgánica del Movimiento Nacional de Juventudes.

## Contenido
La Ley establece que se define como persona joven; aquella comprendida entre los 12 y los 35 años inclusive, los derechos que adquieren y la responsabilidad del Estado de promover su desarrollo pleno y su participación política, social, cultural, laboral, etc. Crea además como instancias el Sistema Nacional de Juventud, red de todas las instituciones gubernamentales y entes privados que propicien los derechos de la Juventud y el Viceministerio de Juventud.

### Consejo de la Persona Joven
El Consejo Nacional de la Política Pública de la Persona Joven, en adelante Consejo de la Persona Joven es el órgano con desconcentración máxima, ascrito al Ministerio de Cultura y Juventud; rector de las políticas públicas para las personas jóvenes. Constituido por una Junta Directiva integrada por el Viceministro de Juventud, el ministro o viceministro de Educación, el ministro o viceministro de la condición de la Mujer, el ministro o viceministro de Trabajo, el ministro o viceministro de la Presidencia, el ministro o viceministro de Salud y tres representantes electos por la Red Nacional Consultiva de la Persona Joven.  El Consejo cuenta con una Dirección Ejecutiva  y personería jurídica, así como con instalaciones y presupuesto.

### Dirección Ejecutiva
La Dirección Ejecutiva del Consejo de la Persona Joven ejecuta las disposiciones de la Junta Directiva y debe rendir cuentas anualmente, asimismo coordina los espacios y propone instrumentos administrativos dirigidos a garantizar la coordinación entre los entes que conforman el Sistema Nacional de Juventud, así como conocer y resolver sugerencias para el desarrollo, la planificación y ejecución de la Política Pública de la Persona Joven, dicha política debe proponerla ante la Junta Directiva y evaluarla. Con dicha política debe coordinar con los Comités Cantonales de la Persona Joven la ejecución de proyectos para el desarrollo integral de las personas jóvenes.  
Para brindar servicios públicos tendientes promover los derechos de las personas jóvenes debe aprobar las contrataciones administrativas que se requieran. 
Debe coordinar las investigaciones que permiten conocer la condición de las personas jóvenes y sus familias., para plantear propuestas que mejoren su calidad de vida.  
Coordina el efectivo funcionamiento de la Red Nacional Consultiva de la Persona Joven; así como con organizaciones nacionales o internacionales, las diferentes acciones de cooperación y asistencia. 
Representa al país en las actividades nacionales e internacionales relacionadas con personas jóvenes, 
Los artículos 18, 19, 20 y 21 de la Ley General de la Persona Joven, N.º 8261, establecen las funciones de la persona encargada de la Dirección Ejecutiva del Consejo de la Persona Joven.
Las personas a cargo de la Dirección Ejecutiva desde la creación del Consejo de la Persona Joven a la fecha son:
2000 -2002  Ana Gabriela González Solís
2002 -2006  Tatiana Mora Alpízar
2006 Miguel Ángel Guillén Salazar
2007-2012 Jorge Arturo Rojas Segura
2012 -2014 Kenneth Gerardo Carpio Brenes
2014-2018 Natalia Camacho Monge
2018-2020 Diego Zúñiga Céspedes

### Comités Cantonales de la Persona Joven
Estos se instauran en todos los cantones del país. Su presidente es nombrado por los Concejos Municipales y debe ser una persona joven. Están constituidos por: el representante municipal que lo preside, dos representantes de los colegios del cantón, dos representantes de las organizaciones juveniles, un representante del Comité Cantonal de Deportes y Recreación y un representante de las organizaciones religiosas.

### Asamblea Nacional de la Red Consultiva de la Persona Joven
Esta está conformada por: un representante de cada comité cantonal, cuatro representantes de las federaciones estudiantiles de las Universidades públicas, dos representantes de las universidades privadas, dos representantes de las instituciones parauniversitarias, veinte representantes de las juventudes de los partidos políticos representados en la Asamblea Legislativa en número proporcional a la distribución de asientos parlamentarios, cinco representantes de minorías étnicas, cinco representantes de organizaciones no gubernamentales y dos de asociaciones de desarrollo. Entre otras cosas la Asamblea elige a los tres delegados ante el Consejo de la Persona Joven y aprueba la Propuesta de Política Pública de la Persona Joven por tres años que es de acatamiento obligatorio para el Consejo.

### Reconocimiento de uniones de hecho
Un asunto particularmente polémico es que, a raíz de la reforma a la Ley en 2013, se incluyó en su artículo 4 como derecho de las personas jóvenes:

El derecho al reconocimiento, sin discriminación contraria a la dignidad humana, de los efectos sociales y patrimoniales de las uniones de hecho que constituyan de forma pública, notoria, única y estable

Debido a que el texto no especifica géneros, algunos juristas plantearon que la reforma aprobaba de facto las uniones de hecho entre parejas del mismo sexo. Criterio que de hecho fue sostenido por el Juzgado de Familia del Segundo Circuito Judicial de San José en una sentencia de 2015.